# Hiroaki Kumon
Hiroaki Kumon (jap. 公文 裕明 Kumon Hiroaki; ur. 20 października 1966) – japoński piłkarz występujący na pozycji obrońcy.

## Kariera klubowa
Od 1989 do 2002 roku występował w klubach Furukawa Electric, Bellmare Hiratsuka i Yokohama FC.